# ديفيد نيوهاوس
ديفيد نيوهاوس (بالإنجليزية: David Neuhaus)‏ هو عالم عقيدة جنوب أفريقي، ولد في 25 أبريل 1962 في جوهانسبرغ في جنوب أفريقيا.